# Sailjugem
Der Sailjugem (russisch Сайлюгем, mongolisch Сийлхэмийн нуруу) ist ein Gebirgszug im südöstlichen Altaigebirge entlang der Grenze zwischen der russischen Republik Altai und der Mongolei.
Der Sailjugem besitzt eine Länge von 130 km. Er erreicht im Sary-Nochoit (Сары-Нохойт) eine maximale Höhe von 3502 m. Er bildet die Wasserscheide zwischen den Quellgebieten von Argut und Tschuja (im Einzugsgebiet des Ob) und den Zuflüssen des Chowd Gol. Im Osten wird der Gebirgszug vom Tschichatschow-Kamm fortgesetzt. Am westlichen Ende der Bergkette befindet sich das Tawan-Bogd-Massiv.
Das Gebirge besteht aus Kalksteinen, Sandsteinen, Glimmerschiefer, Laven und Tuffen. Im Hochgebirge ist Flechtenvegetation und Gerölltundra vorherrschend. An den Südhängen unterhalb von 2600 m wächst Steppenvegetation auf Kastanozem-Böden.

## Berge (Auswahl)
Im Folgenden sind eine Reihe von Gipfeln entlang dem Sailjugem-Hauptkamm sortiert in West-Ost-Richtung aufgelistet:
- Sarschematy (Саржематы) (3499 m) (⊙)
- Sary-Nochoit (Сары-Нохойт) (3502 m) (⊙)